# Ogaden

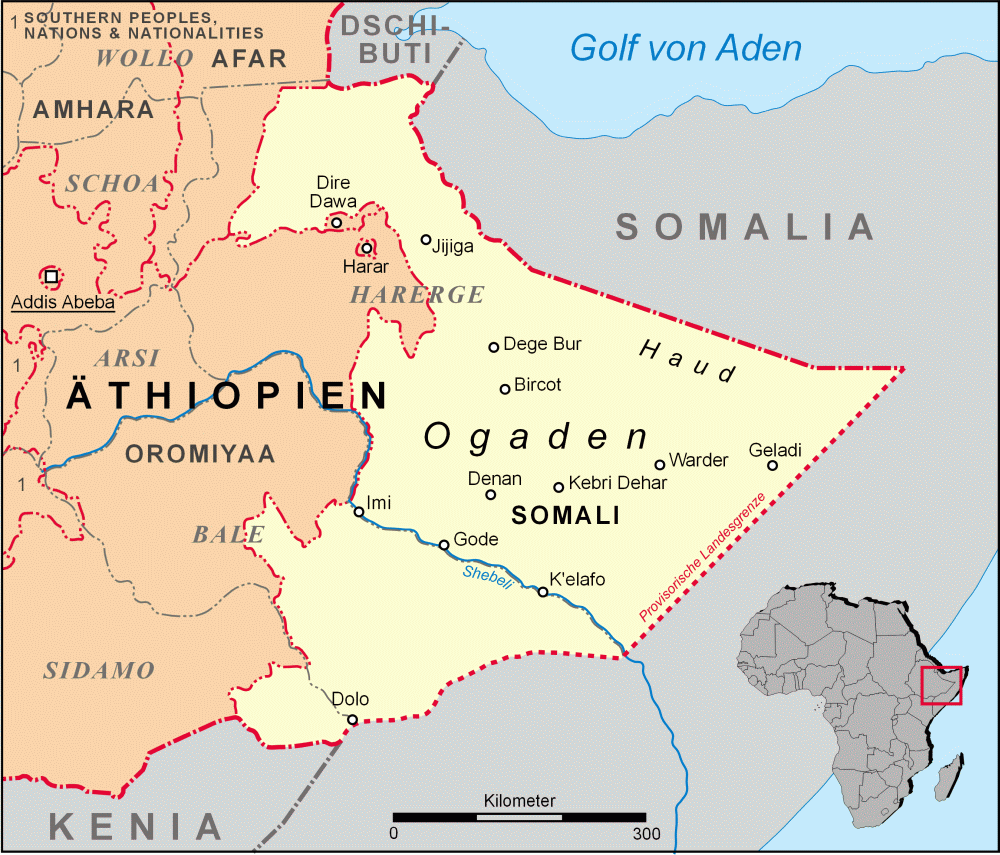
Karte Ogadens bzw. der heutigen Somali-Region; die früheren Provinzen in Grau

Ogaden-Flagge

Ogaden (Somali: Ogaadeen oder Ogaadeeniya; deutsch auch der Ogaden) ist der Name eines Gebietes, das hauptsächlich von Somali bewohnt ist, seit Ende des 19. Jahrhunderts zu Äthiopien gehört und im 20. Jahrhundert von Somalia beansprucht wurde. Der Name ist vom Clan der Ogadeni-Darod abgeleitet, dem die meisten Somali in Äthiopien angehören. Innerhalb Äthiopiens war dieses Gebiet für die meiste Zeit auf die Provinzen Harerge und Bale aufgeteilt, seit 1991 ist es Teil der Somali-Region.
Im 20. Jahrhundert gab es Spannungen und Konflikte zwischen Somalia und Äthiopien, da Somali-Separatisten mit Unterstützung der somalischen Regierung Ogaden an Somalia angliedern und damit ein Groß-Somalia schaffen wollten. Höhepunkt dieser Konflikte war der Ogadenkrieg 1977/78. Die weiterhin aktiven Separatisten der Ogaden National Liberation Front streben hingegen eher eine Unabhängigkeit des Gebietes an.

## Benennung und Ausdehnung
Im engeren Sinn bezeichnet Ogaden dasjenige Gebiet, in dem die Somali vom namensgebenden Clan der Ogadeni-Darod leben. Dieses Gebiet umfasst in etwa die heutigen Verwaltungszonen Fiq, Korahe, Degehabur, Gode und Warder.

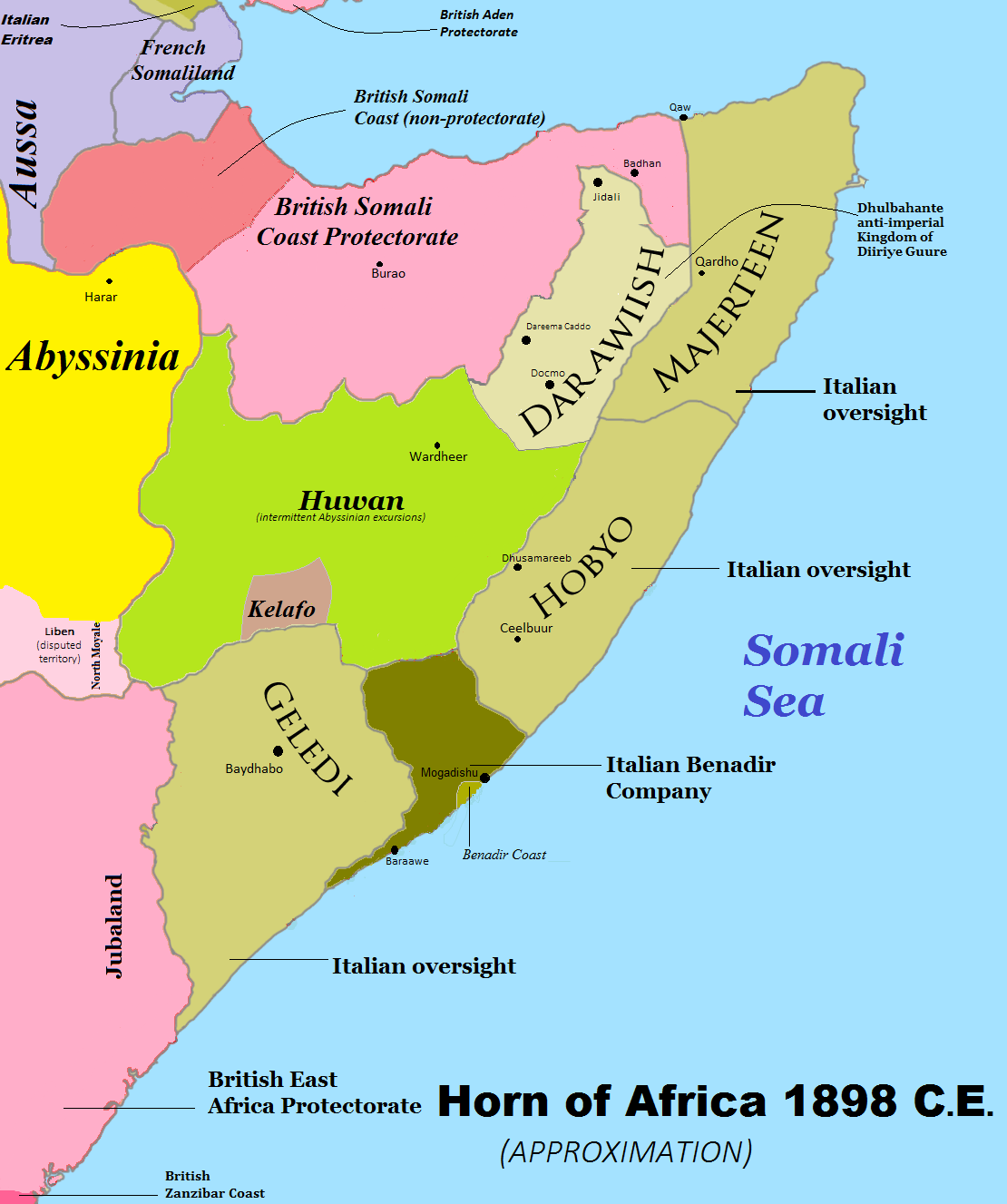
Ogaden 1898

In einem weiteren Sinn werden auch die Gebiete anderer Somali-Clans in Äthiopien (Dir, Hawiya, Isaaq) dazugezählt, die in den Zonen Shinile, Jijiga, Afder und Liben die Mehrheit stellen. Diese Clans sind zum Teil skeptisch gegenüber der Bezeichnung „Ogaden“, die aus ihrer Sicht eine Vorherrschaft der Ogadeni impliziert.
Somalia beanspruchte darüber hinaus weiter westlich gelegene Teile der Provinzen Harerge, Bale und Sidamo, in denen vorwiegend Oromo leben, als Teil von Ogaden oder West-Somalia (Soomaaliya Galbeed). Analog zu den früheren Kolonialbezeichnungen Französisch-Somaliland (Dschibuti), Britisch-Somaliland (heute Somaliland) und Italienisch-Somaliland (Zentral- und Südsomalia) wurde Ogaden früher auch als Äthiopisch-Somaliland bezeichnet.
Seit 1991 sind die meisten Somali-Gebiete in Äthiopien in der Somali-Region zusammengefasst, die anfangs auch Region 5 genannt wurde. Allerdings bleibt die Grenze zur Oromia-Region umstritten. Die von beiden Regionen beanspruchte Stadt Dire Dawa wurde unabhängige Stadt, Harar wurde zu einer eigenen Region mit den Aderi als Titularnation. Hauptstadt von Somali wurde daher zunächst Gode und ab 1995 Jijiga.

## Geschichte
Seit dem 15. Jahrhundert gab es Konflikte zwischen dem christlichen Äthiopien und muslimischen Sultanaten in Ogaden und Nordsomalia (siehe Sultanat Ifat, Sultanat Adal, Ahmad ibn Ibrahim al-Ghazi). Mitunter wird zwischen diesen Konflikten und den somalisch-äthiopischen Gegensätzen seit dem 19. Jahrhundert eine Kontinuität gesehen.

### Eingliederung in Äthiopien
Unter Menelik II. eroberte das Kaiserreich Äthiopien 1887 die Stadt Harar und erhob daraufhin auch Anspruch auf weiter östlich gelegene, von Somali-Nomaden bewohnte Wüstengebiete. Die Somali wurden nach und nach unterworfen. 1910 erkannten die europäischen Mächte den äthiopischen Anspruch auf das Gebiet an, nicht zuletzt auf Betreiben Italiens, das eine Angliederung an das nördlich angrenzende Britisch-Somaliland vermeiden wollte. Eine eigentliche Eingliederung in den äthiopischen Staat wurde aber erst nach dem Zweiten Weltkrieg versucht.
Vor dem Britisch-Äthiopischen Teilungsabkommen von 1897 hatte Äthiopiens Ostgrenze am Fluss Shabelle gelegen, 1907 erkannte auch Italien die neuen, faktisch bis heute gültigen Grenzen an. Ab 1930 beanspruchte das italienische Mussolini-Regime jedoch Teile Ogadens. Nach einem „Grenzzwischenfall“ bei Walwal (Ualual) Anfang November 1934, fast 100 Kilometer tief in Äthiopien, besetzte Italien im Dezember kurzerhand jene Gebiete etwa östlich einer Linie von Dolo (somalisch-äthiopisch-kenianisches Dreiländereck) im Süden bis Buuhoodle (Bohotle) bzw. Boosaaso (Küstenstadt im Norden Italienisch-Somalilands). Dies mündete im Oktober 1935 in den Italienisch-Äthiopischen Krieg, für den Kriegsverlauf spielte General Grazianis Südfront in Ogaden jedoch nur eine untergeordnete Rolle. Während der italienischen Besetzung 1936–1941 wurden auch die Gebiete etwa bis zur Linie Negele-Hargeysa aus Äthiopien ausgegliedert und der Kolonie Italienisch-Somaliland direkt angegliedert – prinzipiell entsprechend einer zuvor von den Außenministern Frankreichs und Großbritanniens vorgeschlagenen Grenzveränderung zuungunsten Äthiopiens (allerdings hätte diesem Hoare-Laval-Pakt entsprechend zumindest Assab im Austausch an Äthiopien fallen sollen). Großbritannien, das 1941 Italien in Äthiopien besiegte, verwaltete bis 1948 Teile des Ogaden als Reserved Areas und bis 1954 das Teilgebiet Haud. Diese Gebiete wurden trotz Protesten der Somali an Äthiopien zurückgegeben. Die bei Kriegsende bzw. 1950 wiederhergestellte Grenze zu Italienisch-Somaliland wurde 1955 zugunsten Äthiopiens begradigt bzw. korrigiert.

### Konflikte mit Somalia
Vor allem ab Mitte des 20. Jahrhunderts gab es bei Teilen der Somali-Bevölkerung Bestrebungen, die Ende des 19. Jahrhunderts erfolgte koloniale Teilung ihres Gebietes aufzuheben und alle Somali in einem Groß-Somalia zu einen. Diese Bestrebungen erhielten mit der Dekolonisierung der Region weiteren Auftrieb. Das 1960 unabhängig gewordene Somalia schrieb sie in seiner Verfassung fest und erhob Anspruch auf den Nordosten Kenias, auf Französisch-Somaliland und auf Ogaden. Um den Anspruch gegenüber Äthiopien durchzusetzen, gründete der somalische Staat die Westsomalische Befreiungsfront (WSLF).
Als der äthiopische Staat 1963 erstmals systematisch Steuern von den Somali einzutreiben versuchte, kam es im Tiefland von Harerge und Bale zu Aufständen, die von der Regierung Somalias unterstützt wurden, aber für Äthiopien nie eine ernsthafte Bedrohung darstellten. Zugleich kam es unter den Oromo im Hochland von Bale zur „Bale-Revolte“, die ebenfalls Unterstützung von Somalia erhielt. Während die Revolte im Hochland erst 1970 niedergeschlagen werden konnte, waren die Somali-Guerillas nach Militäroffensiven 1963 und 1964 – einschließlich eines kurzen Grenzkrieges zwischen Somalia und Äthiopien – im Wesentlichen ausgeschaltet. Das Gebiet blieb danach unter Militärverwaltung. Es wurden Strafexpeditionen gegen die Somali durchgeführt, bei denen Vieh beschlagnahmt und getötet wurde, was die Lebensgrundlage der nomadischen Viehzüchter schwächte. Amharische Bauern wurden dazu ermuntert, sich in fruchtbareren Gebieten, insbesondere um Jijiga, als Siedler niederzulassen. Mit der Einführung der Verwaltung wurde zudem versucht, den Viehhandel zu regulieren, sodass der Verkauf von Vieh nach Hargeysa und Berbera in Nordsomalia nun als Schmuggel galt und mit Beschlagnahmung bestraft wurde. Zusätzlich übernahm die Regierung die Kontrolle über Brunnen und Wasserstellen, die für die Nomaden in dem trockenen Gebiet von größter Bedeutung sind. 1967 gab es weitere Militäraktionen gegen WSLF-Gruppen im Tiefland von Bale, die in Abstimmung mit den Oromo-Rebellen im Hochland agierten.
Der 1969 an die Macht gekommene somalische Präsident und Diktator Siad Barre löste zunächst die WSLF formal auf, ohne jedoch die Gebietsansprüche gegenüber Äthiopien aufzugeben. 1971/72 gab es Konflikte zwischen Somali vom Clan der Issa und der benachbarten Volksgruppe der Afar, die sich einerseits um die politische Zukunft von Französisch-Somaliland (Dschibuti) entzündeten und andererseits um den Zugang zu Brunnen während einer Dürre. Die äthiopische Armee griff gegen die Issa ein, wobei Hunderte Menschen getötet und rund 200.000 Stück Vieh konfisziert worden sein sollen. 1974/75 kam es aufgrund von Dürre, verbunden mit Konflikten mit den Afar und den Maßnahmen der Regierung, zur Hungersnot im Ogaden, die wahrscheinlich etwa 55.000 Todesopfer zur Folge hatte. Die staatliche Relief and Rehabilitation Commission (RRC) leistete humanitäre Hilfe, doch ihre Aktivitäten zielten zugleich darauf ab, die Kontrolle der Regierung über die Bevölkerung zu verstärken und die Nomaden sesshaft zu machen.

#### Ogadenkrieg und weitere Kämpfe
Als Äthiopien nach dem Sturz Haile Selassies und der Machtübernahme des kommunistischen Derg-Regimes 1974 geschwächt war, gründete Siad Barre die WSLF neu, und 1976 begannen von Somalia aus gesteuerte Guerillaaktivitäten, an denen sich ab 1977 auch heimlich eingeschleuste Soldaten der somalischen Armee beteiligten. Mitte 1977 ging die verdeckte Invasion zum offenen Krieg über, und die somalische Seite konnte weite Tieflandgebiete rasch einnehmen. Es folgten Kämpfe um Städte im nördlichen Bereich, wobei die Somali Jijiga erobern konnten, Harar und Dire Dawa jedoch nicht. Der Ogadenkrieg war zugleich ein Stellvertreterkrieg, in dem Somalia zuerst von der Sowjetunion, dann von den USA unterstützt wurde, während sich die Sowjetunion auf die Seite des Derg schlug. Die massive Unterstützung von der Sowjetunion, von kubanischen und südjemenitischen Truppen für Äthiopien brachte schließlich Anfang 1978 die Wende.
Etwa ein halbes Jahr nach der Niederlage Somalias nahmen Rebellenangriffe wieder zu, und bis 1979 hatte die WSLF weite ländliche Gebiete der Kontrolle der äthiopischen Armee entzogen. 1979/80 begann eine Armeeoffensive gegen die WSLF und zugleich gegen die Oromo-Befreiungsfront im Hochland, wobei auch die Lebensgrundlagen der Bevölkerung (Wasserstellen und Viehherden) zu Angriffszielen wurden, um die Unterstützungsbasis der Rebellen zu zerstören. Für die Bevölkerung Ogadens hatte diese Phase des Konfliktes schwerwiegendere Folgen als der eigentliche Ogadenkrieg. Die Zahl der Kriegsvertriebenen innerhalb Äthiopiens, die 1978 bei einer halben Million gelegen hatte, stieg bis 1981 auf über 1,5 Millionen. Mitte 1978 lebten 80.000 bis 85.000 Somali- und Oromo-Flüchtlinge aus äthiopischem Gebiet in Somalia, Ende 1979 waren es 440.000–470.000 und Ende 1980 rund 800.000. 1982 waren die Rebellen im Tiefland weitgehend unter Kontrolle, aber noch 1983 gab es vereinzelte Angriffe.
Während die somalische Regierung weiterhin die WSLF förderte, unterstützte Äthiopien ab 1978 Rebellen, die Siad Barre bekämpften, so die SSDF und die SNM. Die SNM wurde innerhalb Ogadens auch gegen die WSLF eingesetzt, während die SSDF solche Einsätze verweigerte. In Somalia wurden Ogaden-Flüchtlinge zwangsweise in die Armee eingezogen und gegen Rebellen eingesetzt.
1984 bombardierte die äthiopische Luftwaffe vermeintliche Rebellenlager in Zeila (Saylac) und anderen nordsomalischen Städten. 1986 kam es nach dem Scheitern von Friedensverhandlungen erneut zu Grenzscharmützeln, erst 1988 wurde offiziell Frieden geschlossen und damit die gegenseitige Unterstützung von Rebellen eingestellt. Doch noch im gleichen Jahr kam es zu neuen Kämpfen mit somalischen Rebellen in Ogaden. Während die WSLF zum Erliegen kam, entstand mit der Ogaden National Liberation Front (ONLF) eine neue Rebellengruppe mit Basis im Ogadeni-Clan, die gegen das Barre-Regime ausgerichtet war.
1987 wurde die Verwaltungsgliederung Äthiopiens geändert, wobei auch eine autonome Region Ogaden im äußersten Osten des Landes gebildet wurde.

### Gründung der Somali-Region
Anfang 1991 brach in Somalia die Barre-Regierung zusammen, und der somalische Bürgerkrieg brach aus. Der Zusammenbruch Somalias führte zu einem vorläufigen Ende großsomalischer Bestrebungen. Zahlreiche Ogaden-Flüchtlinge kehrten aus Somalia zurück, da die Lager nicht mehr mit Hilfsgütern beliefert wurden und die Sicherheitslage schlechter wurde; mitunter wurden die Flüchtlinge auch zum Ziel von Racheakten, da sie als Unterstützer von Siad Barre angesehen wurden. Zusätzlich strömten auch somalische Flüchtlinge nach Ogaden. Im selben Jahr stürzte die Volksbefreiungsfront von Tigray bzw. EPRDF das Derg-Regime.
Diese neue äthiopische Regierung führte einen „ethnischen Föderalismus“ ein, der den größeren Volksgruppen jeweils eigene Bundesstaaten zugestand. Hierbei wurde auch für die Somali eine Region geschaffen. Die ersten Regionalwahlen gewann 1992 die damals noch mit der EPRDF verbündete ONLF. Sie trat dafür ein, die neue Region „Ogaden“ zu nennen, stieß jedoch auf Widerstand der Nicht-Ogadeni-Clans, die diese Benennung als Zeichen einer Dominanz der Ogadeni ablehnten. Somit wurde die Bezeichnung „Somali“ gewählt.

## Konflikte und äthiopisch-somalische Beziehungen
Einige Rebellengruppen setzen mit Hilfe aus Eritrea und Somalia den bewaffneten Kampf für die Unabhängigkeit der Region bzw. ihre Angliederung an ein „Groß-Somalia“ bis heute fort. Die Ogaden National Liberation Front (ONLF) wendet sich in jüngerer Zeit auch gegen chinesische Unternehmen, die in der Region Erdöl- und Erdgasvorkommen ausbeuten. Seit 2007 intensivierte sich der Konflikt zwischen der ONLF und der äthiopischen Armee. Besonders der Armee werden Menschenrechtsverletzungen an der Bevölkerung vorgeworfen.
Vor dem Hintergrund des Ogaden-Konfliktes stehen auch die wiederholten Eingriffe Äthiopiens in den somalischen Bürgerkrieg auf Seiten verschiedener Kriegsparteien. Die äthiopische Regierung möchte verhindern, dass in Somalia Akteure Macht erlangen, die die Gebietsansprüche auf Ogaden aufrechterhalten; nach in Somalia verbreiteter Ansicht bedeutet dies, dass sie entweder die politische Fragmentierung Somalias beibehalten oder eine ihr genehme „Marionettenregierung“ einsetzen möchte.
Äthiopien unterstützte etwa „Aidid junior“ oder Separatisten in Puntland und Südwestsomalia. 1996–2002 hatten äthiopische Truppen auch direkt einige südwestsomalische Städte besetzt und an Kämpfen der Kriegsherren gegen die Übergangsregierung Somalias teilgenommen. Ende 2006 marschierten äthiopische Truppen auf der Seite der Übergangsregierung gegen die Union islamischer Gerichte ein – von der Teile zum Dschihad gegen Äthiopien zur Eroberung Ogadens aufgerufen hatten –, Anfang 2009 wurden sie abgezogen.